# Дронников, Виктор Петрович
Виктор Петрович Дронников (18 августа 1940, Жилина, Орловская область — 24 августа 2008, Орёл) — русский поэт.

## Биография
Родился в 1940 году в деревне Жилина Орловского района Орловской области. Отец погиб на фронте. Окончив среднюю школу, несколько лет работал слесарем на заводе «Промприбор», затем в отделе писем газеты «Орловский комсомолец». Заочно учился в Литинституте, который окончил с отличием в 1970 году. Член СП СССР с 1973. Секретарь правления Союза писателей России (с 2003).

### Заслуги
- Творчество Виктора Дронникова удостоено включения в Хрестоматию писателей XX века
- Член-корреспондент Академии российской словесности (2007)
- Секретарь Правления Союза писателей России (с 2003 года)

## Премии
- Литературная премия Союза писателей России (1991)
- Всероссийская литературная премия им. А. А. Фета (1995)
- Литературная премия им. Пушкина «За лучшее отображение современности» (1999)
- Всероссийская литературная премия им. Ф. И. Тютчева «Русский путь» (2001)
- Лауреат Всероссийского Форума «Общественное признание» (2001) - протокол № 8 от 5.09.2001
- Всероссийская литературная премия «Вешние воды» (2003)
- Победитель Первого международного конкурса «Золотое перо» (2004)
- Премия Центрального федерального округа в номинации «За произведения художественной литературы» (2004)

## Книги
- «Облака над селом»: Стихи. — М.: Молодая гвардия, 1972.
- «Светотень»: Стихи. — Тула: Приокское кн. изд-во, 1975.
- «За туманом — иней»: Стихи. — Тула: Приокское кн. изд-во, 1979.
- «Яблоня» Стихи. — М.: Современник, 1980.
- «Дозорный свет»: Стихи. — Тула: Приокское кн. изд-во, 1985.
- «Осенняя дубрава»: Стихи. — Тула: Приокское кн. изд-во, 1990.
- «Строгая печаль»: Стихи. — М.: РБП, 1993.
- «В пречистом сияньи»: Стихи. — Орёл: Вешние воды, 1993.
- «Путь невозвратный»: Стихи. — Орёл: Вешние воды, 1996.
- «Складень»: Стихи. Критика. — Орёл: Вешние воды, 2000.
- «На птичьих кругах»: Стихи. — Орёл: Вешние воды, 2001.
- «Под знаком Орла»: Избранные стихи. — Орёл: Вешние воды, 2009.

## Известные ученики
- Рыжкин, Геннадий Витальевич
- Серова, Людмила Дмитриевна